# Segundo-tenente
Na hierarquia militar, Segundo-Tenente é o posto inicial do oficialato, fazendo parte do círculo dos oficiais subalternos no Brasil. Situa-se entre os postos de Aspirante e Primeiro-Tenente. Tenente é uma palavra de origem provavelmente francesa que significa substituto.
No Exército Brasileiro, o 2.° tenente normalmente comanda um pelotão ou seção.
Em Portugal este posto só existe na marinha, e é o segundo posto da classe de capitães e oficiais subalternos.

## Insígnias e distintivos

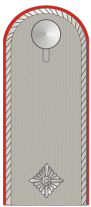
Exército Alemão (Leutnant)
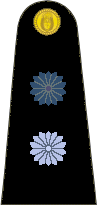
Exército Argentino (Teniente)
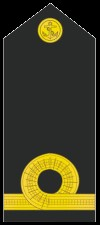
Marinha do Brasil (Segundo Tenente)
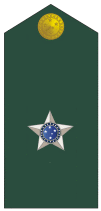
Exército Brasileiro (Segundo Tenente)
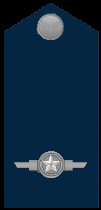
Força Aérea Brasileira (Segundo Tenente)
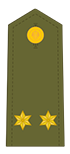
Exército Espanhol (Tenente)
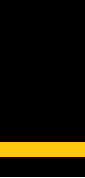
Exército Francês (Sous-lieutenant)
Exército Italiano (Sottotenente)
Exército Português (Tenente)
Marinha Portuguesa (Segundo-Tenente)